# Галичин (струмок)
Галичин — струмок в Україні, у Путильському районі Чернівецької області, лівий доплив Сторонця (басейн Дунаю).

## Опис
Довжина струмка приблизно 5 км. Формується з багатьох безіменних струмків.

## Розташування
Бере початок на півдні від гори Буракова. Тече переважно на північний схід і в селі Рижа впадає у річку Сторонець, ліву притоку Путилки.